# Hraniční přechod Boží Dar – Oberwiesenthal
Hraniční přechod Boží Dar – Oberwiesenthal (německy Grenzübergang Boží Dar – Oberwiesenthal) je bývalý silniční hraniční přechod, který se nachází na česko-německé státní hranici na hraničním úseku XVII/1 - XVII/2 mezi českou obcí Boží Dar (okres Karlovy Vary, Karlovarský kraj) v její východní části a německou obcí Oberwiesenthal (zemský okres Krušné hory, spolková země Sasko). Přechod leží v nadmořské výšce 1081 m n. m. na silnici I/25; za hranicí pokračuje německá silnice B95. Před zrušením byl určen pro pěší, cyklisty, motocykly, osobní automobily a autobusy.
Hraniční přechod byl zrušen při vstupu České republiky do Schengenského prostoru v roce 2007. V případě dočasného znovuzavedení ochrany vnitřních hranic je provoz na hraničním přechodu upraven Sdělením Ministerstva vnitra č. 373/2008 Sb.

## Další informace
Hraniční přechod se nachází nad říčkou Polava v Klínovecké hornatině mezi vrchy Fichtelberg, Wurzelberk, Božídarský špičák a Klínovec. Poblíž vede cyklotrasa 23 a 2005 a turistická trasa Hřebenovka, Cesta Českem.